# فرانتیشک هوخمان
فرانتیشک هوخمان (چکی: František Hochmann; ۲ آوریل ۱۹۰۴ – ۴ مارس ۱۹۸۶) بازیکن فوتبال اهل چکسلواکی بود.
از باشگاه‌هایی که در آن بازی کرده‌است می‌توان به باشگاه فوتبال اسپارتا پراگ اشاره کرد.
وی همچنین در تیم ملی فوتبال چکسلواکی بازی کرده‌است.